# 祖国戦線 (ブルガリア)
祖国戦線（そこくせんせん、ブルガリア語： Отечествен фронт, ОФ ローマ字： Otechestven front, OF）は、1942年から1990年までブルガリアに存在した政治団体である。
人民戦線を設立するというコミンテルンの方針の一例として作られたこの組織は、存在した間はずっとブルガリア共産党の統制下にあった。設立の頃から共産党員が団体会員の大半を占め、他人の会員を見計らう権利も有した。
1944年9月のブルガリアにおけるクーデター直後に、祖国戦線はブルガリア共産党が政権を乗っ取ることを可能にした正面としての役割を果たした。当時は祖国戦線の幹部は団体が政党の連立と称されたことを否定し、「国民運動」と自称した。

## 歴史

### 1942‐1944年
独ソ不可侵条約崩壊と独ソ戦勃発につれてソ連はアメリカとイギリスが率いた反独連盟であった連合国と味方関係を築き始める。故に、ソ連の指示を受けたブルガリア労働党（当時の共産党の名称）が1939年に停止した反独政党との協力を改める。
1942年7月17日にソ連に居住していたブルガリア労働党の指導者、ゲオルギ・ディミトロフ、ヴァシル・コラロフ、スタンケ・ディミトロフ、ゲオルギ・ダミャノフ、ヴァルコ・チェルヴェンコフが、共産主義団体以外も含めるべきだという新組織である「祖国戦線」の政策を発表する。これはブルガリアの三国同盟からの脱退、ブルガリア侵略軍のセルビアからの撤退、出版の自由やそれに関わった組織の復旧、政治犯罪者の恩赦、親独組織の禁止、反ユダヤ法律の廃止、王制廃止のための「大国民議会」の招集等々を申し入れる。
ブルガリアでは祖国戦線の設立はツォラ・ドラゴイチェヴァやキリル・ドラマリエフが率いた労働党の一部に託され、ラチョ・アンゲロフ、イヴァン・パショフ、ミンチョ・ネイチェフ、ヴァルバン・アンゲロフ等が活躍した。元政党との連絡が取られるが、その大半は7月17日の政策も、共産党との協力も拒否する。
組織への参加を肯定するのはズヴェノという政治団体、ブルガリア農耕人民連盟プラドネ、ブルガリア統一労働社会民主党の数人のメンバーやペットコ・ストヤノフやディモ・カザソフ等の無所属の政治家であった。
祖国戦線が当初に行った活動は主に各団体の活動家の連絡の維持や共通の書類の作成を含み、全国には数十以上の委員会が設立された。
1943年8月10日には、キリル・ドラマリエフ、ニコラ・ペットコフ、キモン・ゲオルギエフ、グリゴル・チェシメジエフ、ディモ・カザソフ等を含む祖国戦線国民委員会が作られた。
1944年8月末の「祖国戦線国民委員会よりブルガリア国民への宣言」を以て、三国同盟敗戦後の祖国戦線の即時的な政治的目的や政権獲得の可能性が発表される。
1943年秋に祖国戦線は団体の最初の機関紙の発行のせいで深刻な危機にさらされ、分裂しそうになる。キモン・ゲオルギエフとニコラ・ペットコフが機関紙にマケドニア問題についての団体の立場を示した記事を含めるべきだと主張し、マケドニアで統一的で独立な国家を作る意志を発表した。
当時のソ連が戦前の国境を復元させることを目論んでいたから、ブルガリア共産党員は公然のポジションを避けていた一方、ゲオルギ・ディミトロフがブルガリアを含むバルカン連邦の建国の可能性も計算に入れていた。結局は、12月にマケドニアをユーゴスラビアに返すかどうかという質問を避けた妥協案が発表される。
1944年春に祖国戦線の幹部は非正式政府の設立を図り始める。キモン・ゲオルギエフからはそれを管理する賛成を受けたが、パルチザンが政府のための安全地帯を確保できず、設立は失敗する。8月末にコンスタンティン・ムラヴィエフ内閣の成立準備が進むにつれ、祖国戦線には4人の大臣を選択するということが申し入れられたが、準備中のクーデターや進撃中の赤軍を頼りにして、組織はそれを拒否する。

### 1944‐1989年
1944年9月9日に祖国戦線はパルチザン運動の創立者として、首都でクーデターを行い、全国各地で権力を確保する。1944年9月9日の「祖国戦線政府よりブルガリア国民への宣言」と9月17日の「祖国戦線政権の政策」が発表された。主要紙としては「祖国戦線」という新聞が存在した。キモン・ゲオルギエフが主導した政府は1944年10月28日にソ連、イギリス、アメリカと停戦協定を結び、ドイツとの戦争に参戦する。
1945年2月上旬に第一回祖国戦線会議が開会される。
1945年夏に共産党の権力の増加や全体主義制度が押し付けられる恐れが起源になったメンバーの一部分の不満足のため、祖国戦線は分裂する。農耕人民連盟、労働社会民主党や経済大臣ペットコ・ストヤノフ等の無所属の政治家の数人が辞任することになる。共産党の影響のため、農耕人民連盟と労働社会民主党の一部分のメンバーが組織に残り、ストヤン・コステゥルコフの急進民主党も参加する。
「王制廃止に関する国民投票と人民共和国の建国に関する法律」や「第26回国民議会により大国民議会の招集に関する法律」の通過後、1946年9月8日に一般投票が行われた。1946年9月15日に第6回大国民議会がブルガリア人民共和国の創立を宣言する。
1948年以降、祖国戦線は巨大な社会的かつ政治的組織へと変化し、共産党が主役を務める他、農耕人民連盟の一部分も参加していた連立として存在し続けた。社会民主労働党やズヴェノ等の共産党以外の政党は活動を変化することになる。

### 1989年以降
ブルガリアの共産主義政権が終わり、ギニョ・ガネフが率いた祖国戦線は1990年に名称を「祖国連盟」へと変える。現在は社会かつ政治団体として活動を続けているが、人民共和国時代の影響を失っている。